# Teatrul Național din Praga
Teatrul Național (în cehă Národní divadlo) este o clădire istorică de operă din Praga, Cehia. Este cunoscut ca alma mater al operei cehe și monument național al istoriei și artei cehe.
Teatrul Național aparține celor mai importante instituții culturale cehe, cu o bogată tradiție artistică, care au contribuit la păstrarea și dezvoltarea celor mai importante trăsături ale națiunii – limba cehă și simțul unui mod de gândire muzical și dramatic ceh.
Astăzi, Teatrul Național este format din trei ansambluri artistice: operă, balet și teatru. Acestea își alternează spectacolele lor în clădirea istorică a Teatrului Național, în Opera de Stat, în Teatrul de Stat⁠(d) și în Teatrul Kolowrat. Toate cele trei ansambluri artistice își selectează repertoriul atât din moștenirea clasică cehă, cât și din autori moderni.

## Proiectare și construcție inițială, 1844–1881

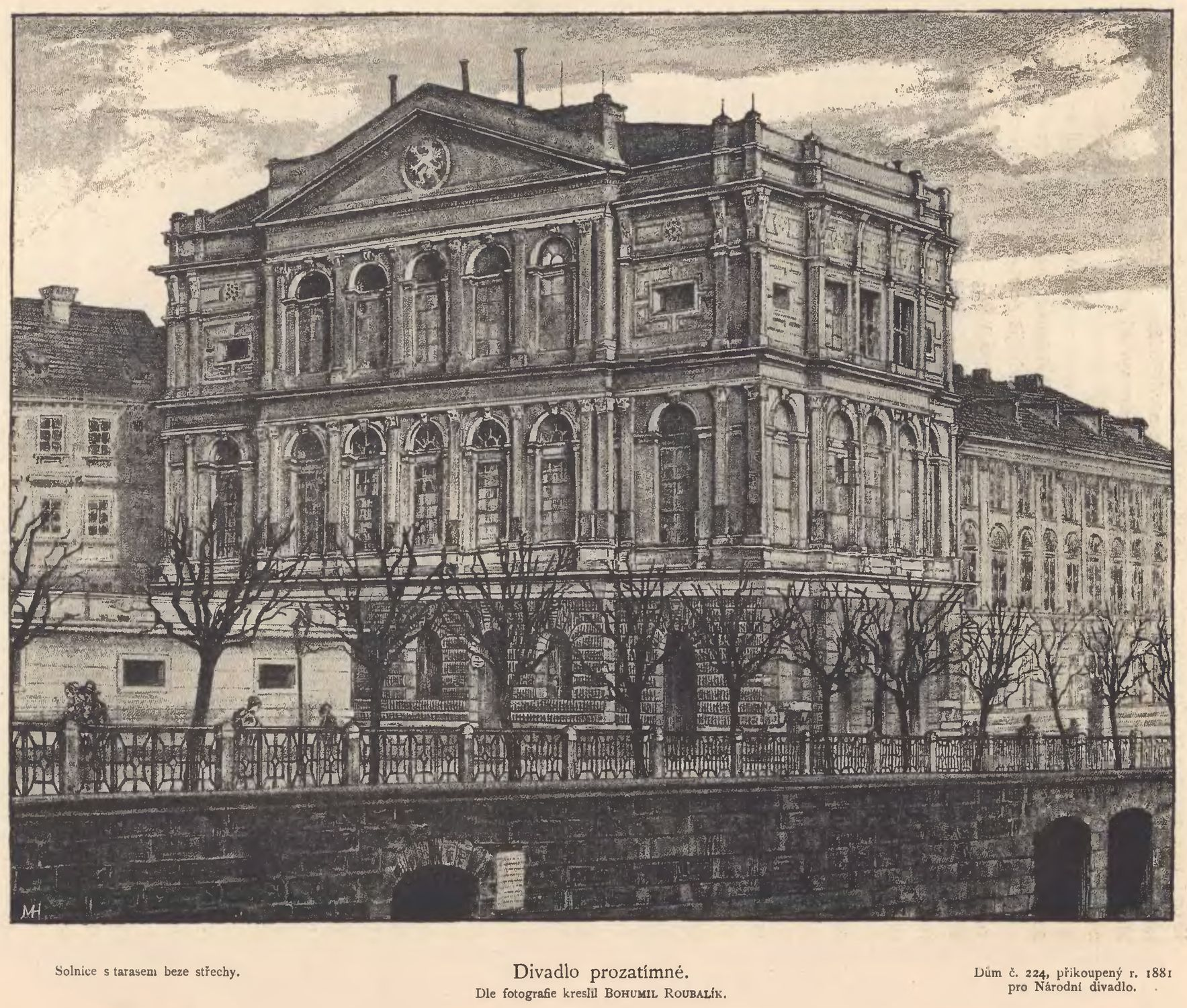
Teatrul provizoriu din Praga pe o pictură istorică

Piatra de temelie a Teatrului Național a fost pusă la 16 mai 1868, dar ideea construirii unui teatru datează din toamna anului 1844 odată cu adunările patrioților în Praga. La 29 ianuarie 1845, František Palacký a depus o cerere Comitetului Provincial al Adunării Boemiei, solicitând „privilegiul de a construi, amenaja, întreține și gestiona” un teatru independent ceh. Cererea a fost admisă în aprilie 1845, însă abia peste șase ani – în aprilie 1851 – societatea fondatoare pentru înființarea unui teatru național ceh la Praga a făcut primul apel public pentru o strângere de fonduri. Un an mai târziu, banii au fost folosiți pentru cumpărarea unui teren aparținând unei foste saline cu o suprafață de cca. 28 acri (11 ha) care a dus la amplasarea magnifică a teatrului pe malul râului Vltava cu vedere spre panorama Castelului din Praga. În același timp zona înghesuită și forma sa de trapez au pus mari probleme pentru proiectanții clădirii.
Epoca absolutismului lui von Bach a oprit pregătirile pentru teatrul ceh și a susținut conceptul unei clădiri provizorii modeste, care a fost ridicată în partea de sud a parcelei de către arhitectul Vojtěch Ignác Ullmann⁠(d). Clădirea a fost inaugurată la 18 noiembrie 1862. 
Premiera celebrei opere Prodaná nevěsta (Mireasa vândută) a avut loc la Teatrul Provizoriu din Praga la 30 mai 1866. Clădirea a ajuns apoi să fie o parte constitutivă a versiunii finale a Teatrului Național; fațada sa exterioară este vizibilă și astăzi în secțiunea înălțată a părții din spate a clădirii, iar amenajările interioare au fost șterse abia în urma celei mai recente reconstrucții a Teatrului Național din 1977 – 1983.
Odată cu realizarea acestui program minimal afirmat de František Ladislav Rieger și Comitetul Provincial, tinerii susținători progresiști ai conceptului ambițios inițial al clădirii (Sladkovský⁠(d), Tyrš⁠(d), Neruda, Hálek) au lansat o ofensivă. În 1865, aceștia au obținut funcții de conducere în cadrul Societății și i-au cerut profesorului de 33 de ani de inginerie civilă de la Colegiul Tehnic din Praga, arhitectul Josef Zítek⁠(d), să elaboreze un proiect pentru Teatrul Național care a câștigat concursul deschis, iar în 1867 au început lucrările de construcție.

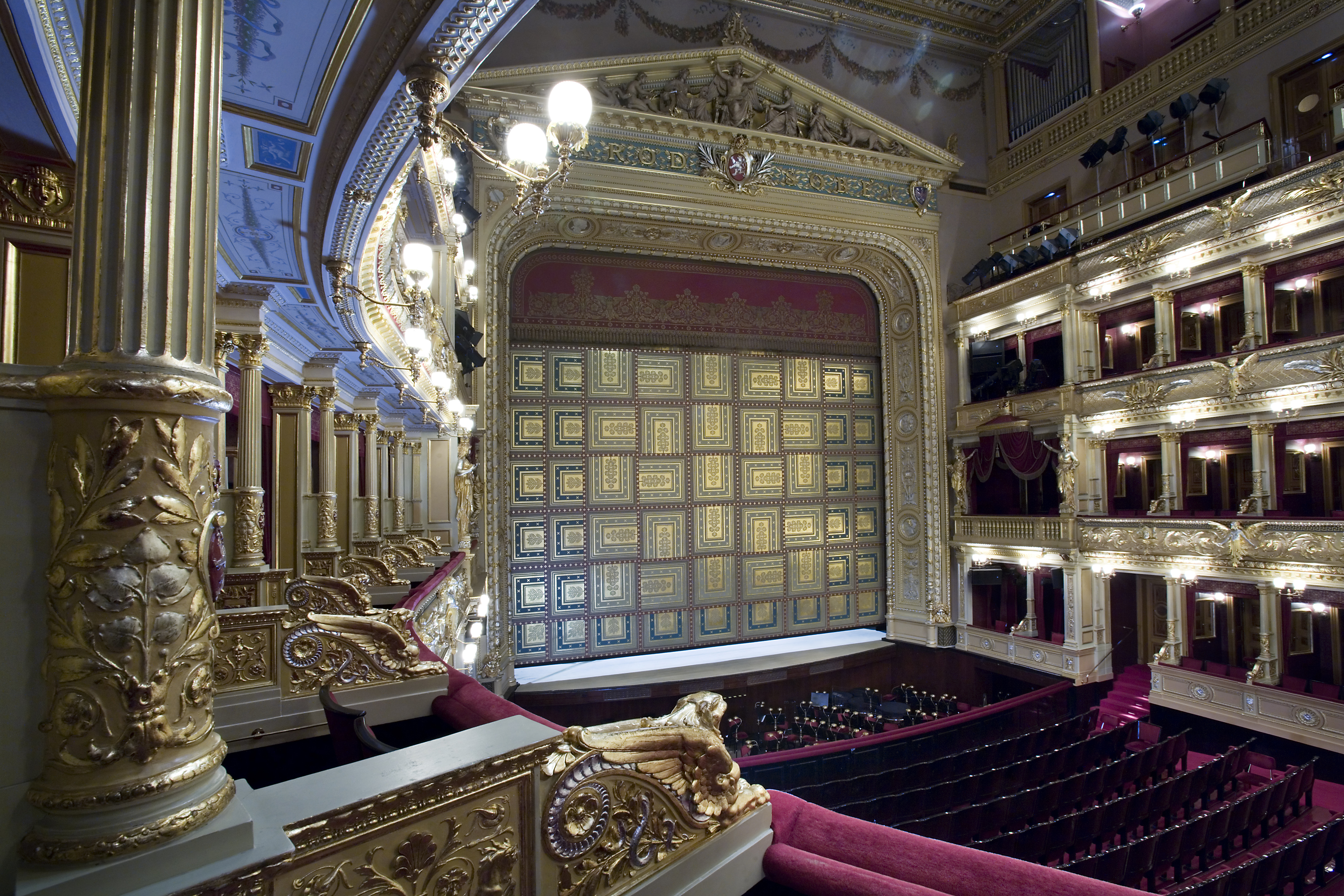
Interiorul Teatrului Național

La 16 mai 1868 a fost pusă piatra de temelie, iar în noiembrie au fost finalizate fundațiile. În 1875, noua clădire a atins înălțimea sa maximă, iar în 1877 teatrul a fost acoperit. Începând cu 1873 s-a ținut un concurs pentru decorarea interioară a clădirii, sub o comisie specială condusă de Sladkovský. Pe de o parte, temele au fost în spiritul conceptului neo-renascentist al unei clădiri clasice, pe de altă parte, au fost inspirați de entuziasmul pentru mitologia slavonă și poveștile Manuscriselor; ambele concepte s-au bazat pe picturile lui Josef Mánes și au fost în legătură cu stilul contemporan al picturii peisajului romantic (legat și de istoria Cehiei). A fost creată astfel ideologia fundamentală care a ghidat expresia artistică, astăzi fiind descrisă ca arta generației Teatrului Național.
Teatrul include o trigă⁠(d) (un car cu trei cai) și 10 sculpturi alegorice exterioare create de Bohuslav Schnirch⁠(d), plus 10 piese exterioare de Antonín Pavel Wagner⁠(d), piese din piatră de Max Verich și un grup de fronton sculptat interior peste arcul Prosceniumului de către Schnirch.

### Marea deschidere
Teatrul Național a fost deschis pentru prima dată la 11 iunie 1881, în onoarea vizitei prințului moștenitor Rudolf al Austriei. Opera Libuše a lui Bedřich Smetana a avut premiera mondială, sub conducerea lui Adolf Čech⁠(d). Ulterior au fost prezentate alte 11 spectacole. După aceea, teatrul a fost închis pentru finalizarea finisajelor. În timp ce finisarea era în desfășurare, la 12 august 1881 a izbucnit un incendiu, care a distrus cupola din cupru, auditoriul și scena teatrului.
Incendiul a fost considerat o catastrofă națională și a fost întâmpinat cu un val puternic de hotărâre de a începe o nouă colectare de fonduri: în 47 de zile au fost strânși un milion de florini. Acest entuziasm național s-a stins însă în bătăliile din culise care au izbucnit după catastrofă. Arhitectul Josef Zítek era ieșit din cursă, iar elevul său, arhitectul Josef Schulz, a fost chemat să lucreze la reconstrucție. El a fost cel care a cerut extinderea edificiului pentru a include blocul aparținând Dr. Polák situat în spatele clădirii Teatrului Provizoriu. El a făcut din această clădire o parte a Teatrului Național și, simultan, a schimbat oarecum zona auditoriului pentru a îmbunătăți vizibilitatea. Totuși, a ținut cont cu sensibilitate maximă de stilul Z
lui Zítek și astfel a reușit să fuzioneze trei clădiri ale diverșilor arhitecți pentru a forma o unitate absolută de stil.

## Reconstrucție și redeschidere, 1883–1977
Arta interioară a fost realizată de Mikoláš Aleš și František Ženíšek⁠(d). Clădirea Teatrului Național a fost inaugurată la 18 noiembrie 1883. Clădirea, cu dotări tehnice perfecte (iluminare electrică, o scenă construită din oțel), a fost folosită fără modificări ample timp de aproape o sută de ani. Abia la 1 aprilie 1977, în urma unui spectacol al piesei Lantern (Felinarul) de Jirásek, teatrul a fost închis timp de șase ani.

## Reconstrucție suplimentară, 1977–1983 și după

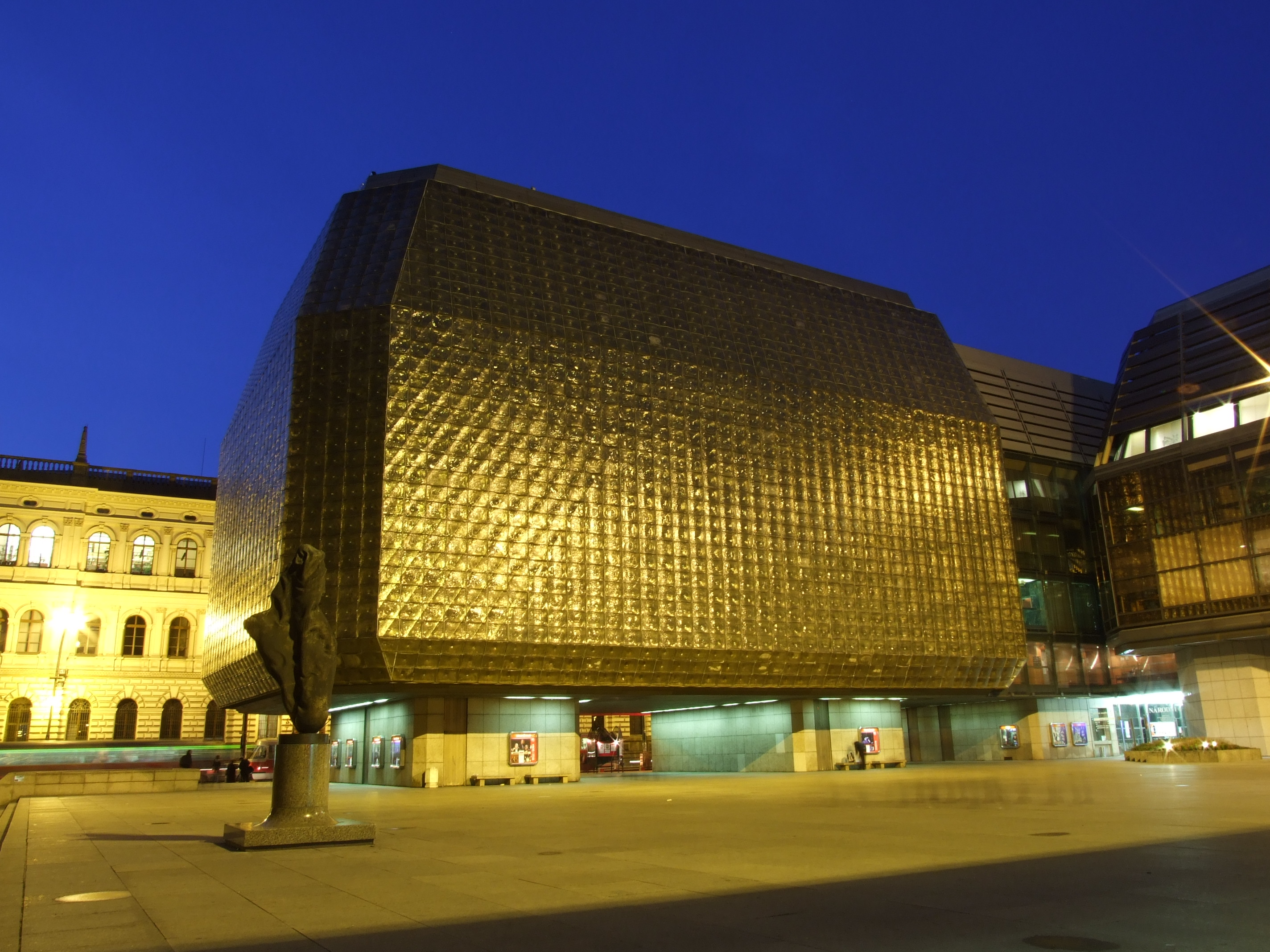
Noua scenă a teatrului, construită în anii 1980

Arhitectul Zdeněk Vávra a fost desemnat să se ocupe de reconstrucția teatrului. Acest proiect amplu a fost combinat cu terminarea lucrărilor la întregul decor al teatrului. Reconstrucția teatrului a fost organizată astfel încât să fie gata la data împlinirii a 100 de ani de la deschiderea Teatrului Național: 18 noiembrie 1983. În acea zi, teatrul a fost din nou predat publicului odată cu punerea în scenă a operei Libuše a lui Smetana.
Clădirea istorică, remarcabilă pentru arhitectura sa frumoasă, include și o anexă de design modern, unde se găsesc birouri și casa de bilete principală. Astăzi funcționează ca scena principală a celor trei ansambluri artistice ale Teatrului Național: teatru, operă și balet.
În 1989, directorul general al Teatrului Național, compozitorul Jiří Pauer⁠(d) a fost demis din funcție din cauza sprijinului său pentru politicile fostului guvern cehoslovac comunist. La 17 noiembrie 1989, Pauer a blocat tot personalul din teatrele National și Smetana pentru a împiedica membrii companiilor de operă, balet și teatru să organizeze spectacole de protest. După o grevă de trei săptămâni, Pauer a fost înlocuit cu Ivo Žídek⁠(d).

## Conducere

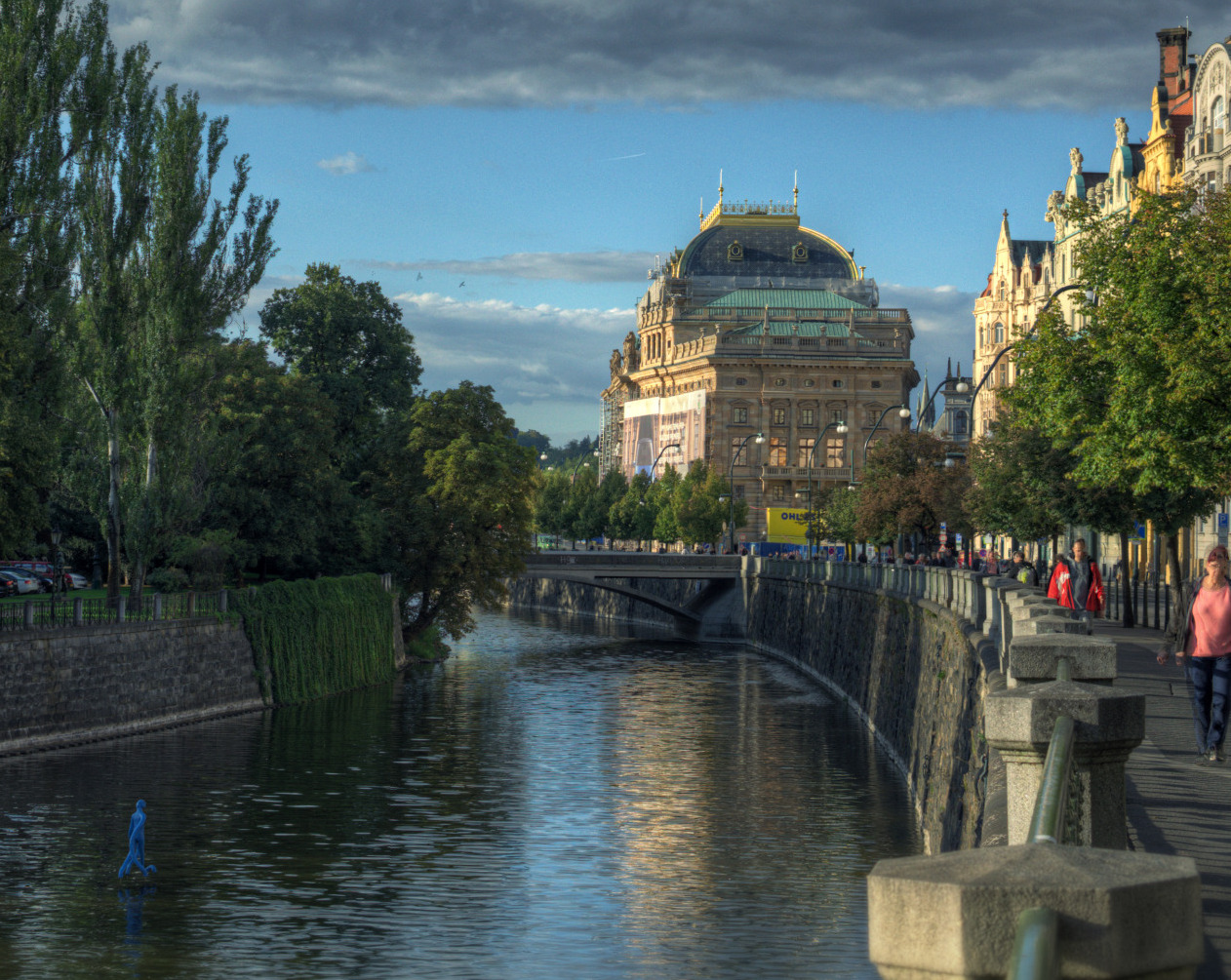
Teatrul Național din Praga

La început, Teatrul Național a fost susținut de o breaslă privată de persoane, cu un director care gestiona afacerile sale în numele breslei. Lipsa subvențiilor a cauzat dificultăți financiare și artistice, dar fără a cauza pe termen lung creșterii sau prestigiului instituției.
În 1900, contractul breslei de conducere a teatrului în primii săi ani nu a fost reînnoit de către guvernul regional. Ca urmare a nemulțumirii tot mai mari, Teatrul Național și-a transferat conducerea unei noi Companii Naționale de Teatru. În plus, majoritatea oamenilor asociați cu breasla au fost considerați a fi conservatori, în timp ce noua Companie era liberală, deschisă la idei noi.
Compozitorul Karel Kovařovic⁠(d) a fost numit director de operă, iar ca dirijor, munca sa a devenit vizibilă prin îmbunătățirile aduse orchestrei, corului și ansamblului solo. În plus, a atras în ansamblu cântăreți de prim rang, precum Karel Burian⁠(d) (mai târziu tenor wagnerian la Bayreuth), Otakar Mařák⁠(d), Emil Pollert⁠(d) și Gabriela Horvatova.
După moartea lui Kovařovic în 1920, Otakar Ostrčil⁠(d) a preluat conducerea, continuând direcția artistică progresivă și conducând o renovare temeinică a montărilor. El a început cu prima reprezentație a operei lui Leoš Janáček, Călătoriile domnului Brouček (în cehă: Výlety páně Broučkovy⁠(d)) și a montat opera lui Alban Berg, Wozzeck⁠(d), imediat după premiera sa, ceea ce a dus la un scandal și amenințări cu demiterea lui.
Teatrul Național este supravegheat de director și de organul consultativ al Consiliului Teatrului Național. Consiliul consultativ are de la 11 până la 13 membri, care sunt numiți și eliberați din funcție de către director. Membrii actuali ai consiliului includ: JUDr. Pavel Smutný, Prof. Dr. Dadja Altenburg Pešta Kohl, Ing. Petr Dvořák, Ing. Jiří Maceška, JUDr. Vlasta Formánková, Ing. Bohdan Wojnar, Prof. Ing. Jiří Drahoš, DrSc., dr.h.c., Pavel Kohout, Ing. Oldřich Černoch CSc. și Ing. Peter Palečka.
În 2019, Teatrul Național și Opera de Stat din Praga au fost scena protestelor artiștilor și personalului, inclusiv o scrisoare deschisă prin care era denunțată numirea „netransparentă” a lui Per Boye Hansen ca director artistic.

## Premiul Komerční banka
La 4 mai 2005, Komerční banka⁠(d) a semnat un acord cu Teatrul Național din Praga pentru a onora anual cele mai importante spectacole jucate la Teatrul Național Ceh la cele trei categorii – balet, dramă și operă. Beneficiarii Premiului KOBANADI (KOBANADI = KOmerční BAnka + NArodní DIvadlo) primesc o statuetă proiectată de academicianul Jaroslav Róna⁠(d), 100.000 de coroane cehe (aproximativ 4.000 euro în martie 2011). Prima ceremonie a avut loc la 26 octombrie 2006 pe scena Teatrului Național.